# KSBニュースシャトル
『KSBニュースシャトル』（ケイエスビーニュースシャトル）は、瀬戸内海放送で放送された平日夕方のローカルワイドニュース番組。
1989年4月3日から1989年9月29日まで放送された（『ニュースシャトル』の岡山県・香川県ローカルパート扱い）。

## 放送時間
- 毎週月曜 - 金曜 18:00 - 19:00 （1989年4月3日 - 1989年9月29日）